# Bima (synagoge)
De bima of biema (Hebreeuws: בימה) , spreekgestoelte, afkomstig van het Griekse woord βῆμα, stapsteen, opstapje) of almemmer (Nederlands-Jiddisch) is de verhoogde plaats met lessenaar in een synagoge waar onder meer de Thora, de eerste vijf boeken van de Tenach, worden voorgelezen.
Op de bima wordt door de ba'al koree uit de Thora gelezen en een gedeelte van de dienst door de chazan geleid. De chazan is de voorzanger die de dienst leidt en soms ook uit de Thora voorleest.

## Andere benamingen
In de Portugese synagoge wordt deze verhoging de teba genoemd. In het Nederlands-Jiddisch almemmer, hetgeen van het Arabische al-minbar is afgeleid.

## Kenmerken
De bima staat centraal, in het midden van de synagoge. De bima heeft twee à drie traptreden. Bima's hebben altijd een trapleuning aan weerszijden. Hoge bima's hebben de trapleuning om praktische, de wat lagere bima's om decoratieve redenen. Bij sommige feestdagen (met name de viering van het joodse feest Sjavoeot, wanneer de synagoges uitbundig versierd zijn met bloemen) wordt de bima feestelijk versierd. Bij een chatoena (joods huwelijk) wordt in de synagoge op de bima een choepa (huwelijksbaldakijn) geplaatst.

## Galerij

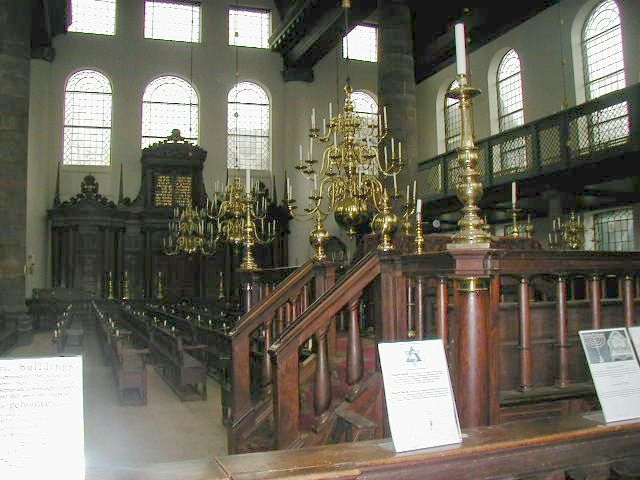
Interieur van de Portugees-Israëlietische Synagoge met de teba op de voorgrond en de heechal (Heilige Arke) op de achtergrond
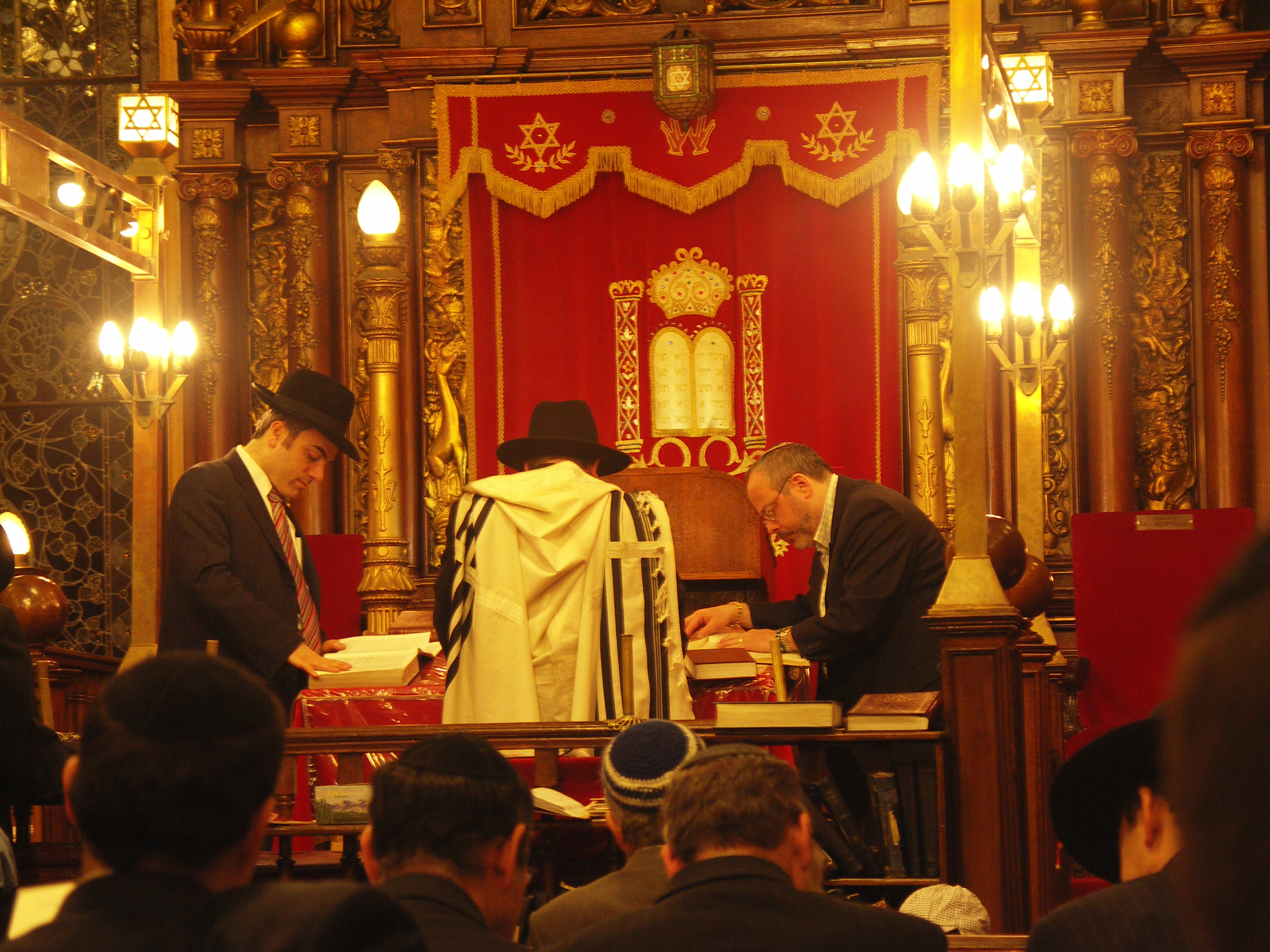
Voorlezen van de Thora op een bima
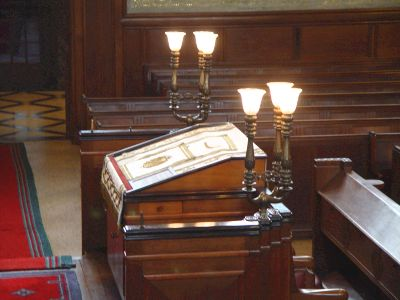
De bima van de synagoge van Enschede